# Austrogomphus doddi
Austrogomphus doddi är en trollsländeart som beskrevs av Tillyard 1909. Austrogomphus doddi ingår i släktet Austrogomphus och familjen flodtrollsländor. IUCN kategoriserar arten globalt som otillräckligt studerad. Inga underarter finns listade i Catalogue of Life.